# مملسة مستملحة
مملسة مستملحة (الاسم العلمي: Pediococcus halophilus) هي نوع من البكتيريا تتبع جنس المملسة من فصيلة الملبنات.